# Mihai Volontir

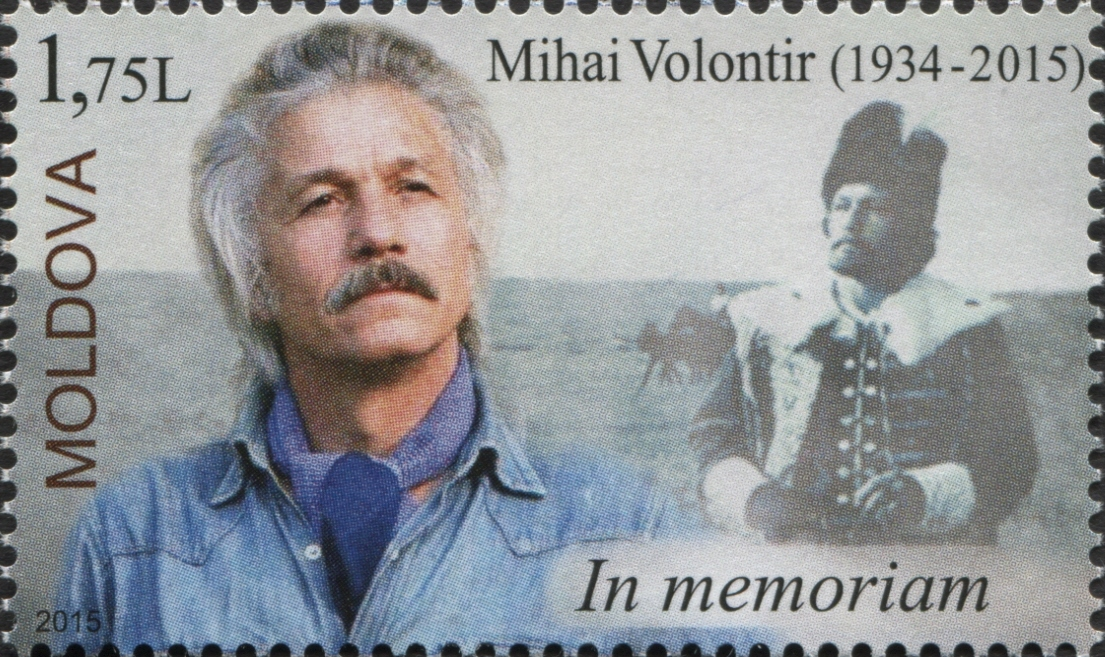
Podobizna aktora na znaczku pocztowym Mołdawii

Mihai Volontir, Michaił Jermołajewicz Wołontir (ros. Михаи́л Ермола́евич Волонти́р; ur. 9 marca 1934, zm. 15 września 2015) – mołdawski i radziecki aktor filmowy. Ludowy Artysta Mołdawskiej SRR.

## Wybrana filmografia
- 1979: Cygan jako Budułaj
- 1980: Od Bugu do Wisły jako Petro Werszyhora
- 1982: Wypadek w kwadracie 36-80 jako Skiba
- 1988: Pozostaniemy wierni